# Liste der Pfarren im Dekanat Rohrbach
Das Dekanat Rohrbach ist ein Dekanat der römisch-katholischen Diözese Linz.
Es umfasst 10 Pfarren.

## Pfarren mit Kirchengebäuden und Kapellen
| Ort                    | Pfarrverband   | Ink.             | Patrozinium             | Kirchengebäude und Kapellen | Bild                      |
| ---------------------- | -------------- | ---------------- | ----------------------- | --- | ------------------------- |
| Aigen im Mühlkreis     | Aigen-Schlägl  | Schlägl (OPraem) | Hl. Johannes Evangelist | Pfarrkirche Aigen im Mühlkreis Maria Anger in Schlägl, Stiftskirche Schlägl, Wallfahrtskirche St. Wolfgang am Stein, Ehemalige Spitalskirche Aigen im Mühlkreis | Pfarrkirche Aigen         |
| Arnreit                | Altenfelden    |                  | Hl. Laurentius          | Pfarrkirche Arnreit | Pfarrkirche Arnreit       |
| Haslach an der Mühl    | Rohrbach       | Schlägl (OPraem) | Hl. Nikolaus            | Pfarrkirche Haslach an der Mühl Kapelle im Bezirksaltenheim Haslach                                                                                             | Pfarrkirche Haslach       |
| Klaffer am Hochficht   | Aigen-Schlägl  | Schlägl (OPraem) | Mariä Himmelfahrt       | Pfarrkirche Klaffer Kapelle Holzschlag | Pfarrkirche Klaffer       |
| Oepping                | Rohrbach       | Schlägl (OPraem) | Hl. Maria Magdalena     | Pfarrkirche Oepping | Pfarrkirche Oepping       |
| Rohrbach               | Rohrbach       | Schlägl (OPraem) | Hl. Jakobus             | Stadtpfarrkirche Rohrbach Filialkirche Maria Trost in Berg, Schlosskapelle Götzendorf                                                                           | Stadtpfarrkirche Rohrbach |
| Schwarzenberg          | Aigen-Schlägl  | Schlägl (OPraem) | Hl. Johannes Nepomuk    | Pfarrkirche Schwarzenberg am Böhmerwald Rothmühlkapelle, Waldkapelle Hinteranger                                                                                | Pfarrkirche Schwarzenberg |
| St. Oswald bei Haslach | Rohrbach       | Schlägl (OPraem) | Hl. Oswald              | Pfarrkirche St. Oswald bei Haslach | Pfarrkirche Sankt Oswand  |
| St. Stefan am Walde    | Bad Leonfelden |                  | Hl. Stephanus           | Pfarrkirche St. Stefan am Walde | Pfarrkirche Sankt Stefan  |
| Ulrichsberg            | Aigen-Schlägl  | Schlägl (OPraem) | Hl. Ulrich              | Pfarrkirche Ulrichsberg Filialkirche Schöneben, Michaelskapelle (Ulrichsberg)                                                                                   | Pfarrkirche Ulrichsberg   |

## Dekanat Rohrbach
Das Dekanat wurde am 1. November 2021 errichtet und umfasst 10 Pfarren.
Dechanten
- seit 2021 Paulus Manlik[1]